# Grilování

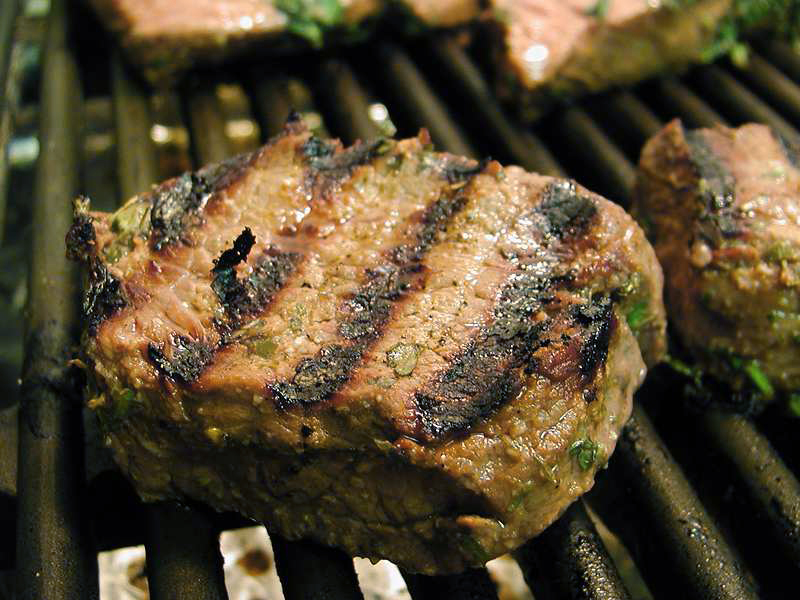
Steak na grilu

Grilování je tepelná úprava pokrmu, při které na pokrm dopadá tepelné záření. Tepelné záření bývá vyvolané elektrickou topnou spirálou (v troubě, v mikrovlnné troubě kombinované s grilem) nebo žhnoucími kusy paliva (otevřená ohniště). Teplota okolního vzduchu při grilování by neměla být příliš velká, aby nedocházelo ve větším měřítku k jinému způsobu předávání tepla. Proti připálení povrchových vrstev se pokrm polévá šťávou. K tomu, aby došlo k dostatečné tepelné úpravě i uvnitř pokrmu, jsou pro grilování vhodnější tenčí kousky. Pokrm lze před přípravou vhodně okořenit.

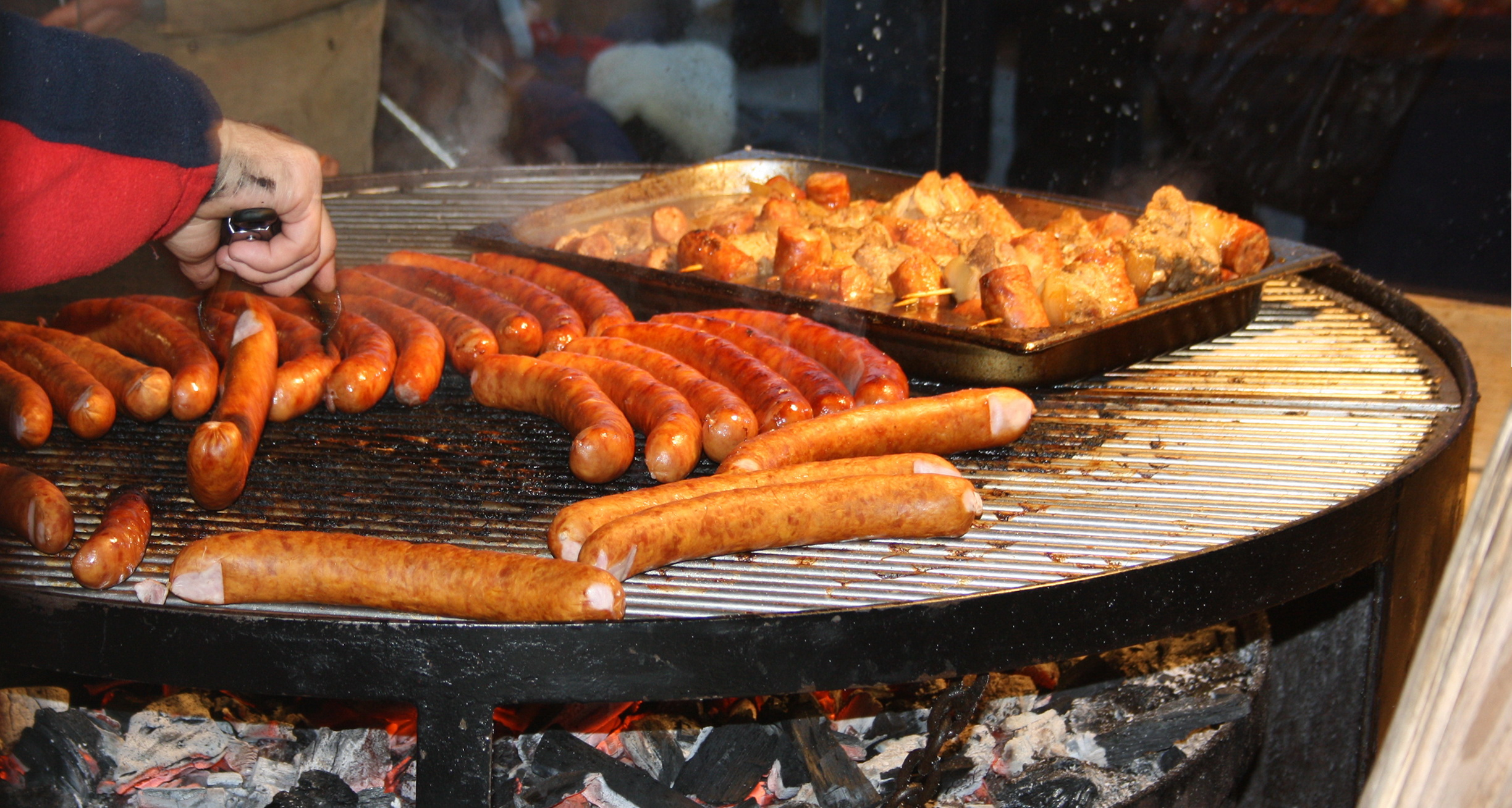
Grilování

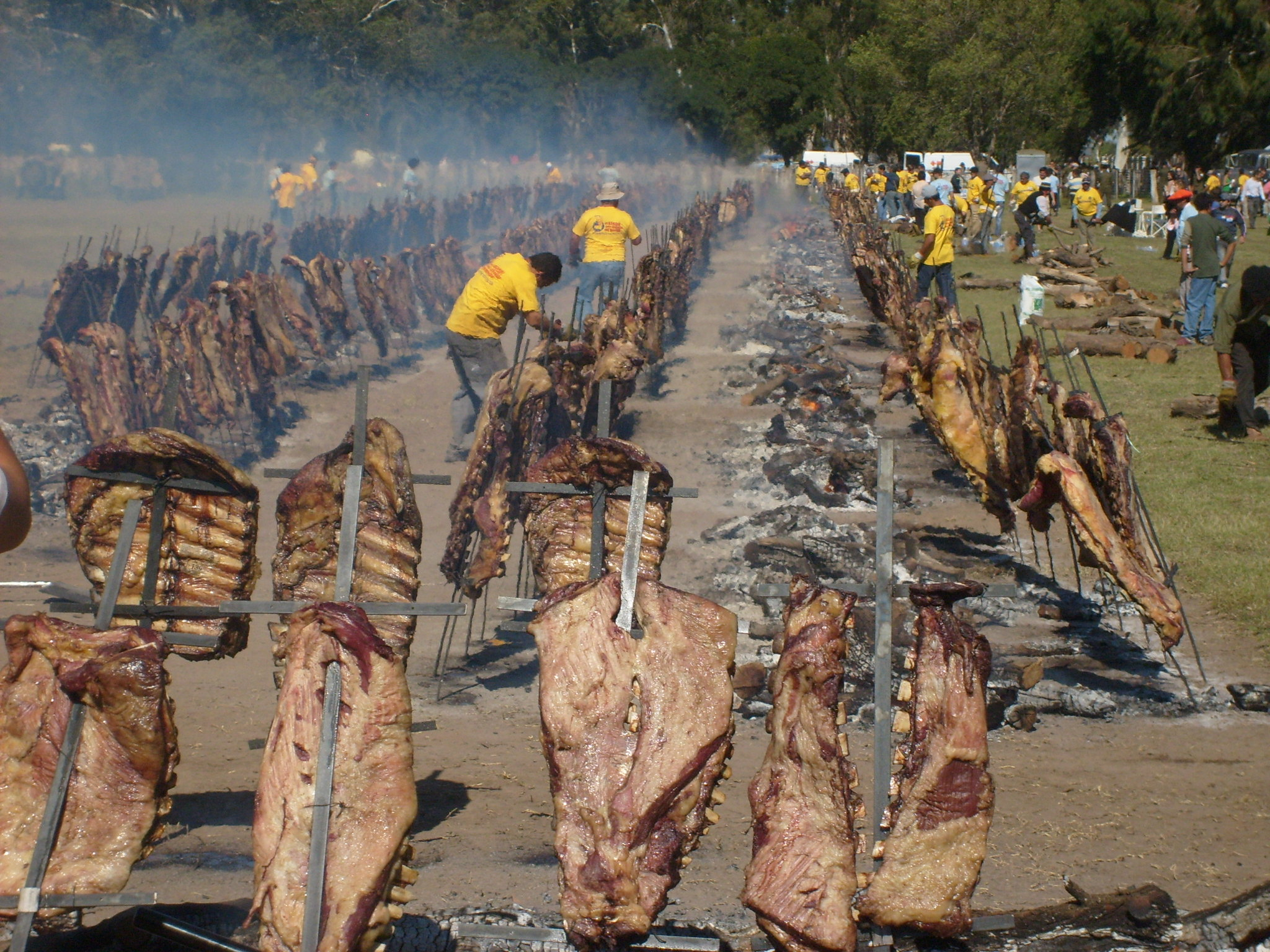
Grilování v Patagonii v Argentině

- Přímá metoda grilování spočívá v přímém působení žáru na pokrm. Tato metoda je vhodná hlavně pro jídla, která grilujeme méně než 30 minut. Jedná se především o steaky, hamburgery, klobásy nebo kotlety. Při tomto způsobu grilování je nezbytné připravovaný pokrm otočit. Ten získává vroubkování typické pro tuto metodu.
- Nepřímá metoda grilování spočívá v umístění zapékací misky mezi dva zdroje tepla. Poklice grilu nám umožňuje rovnoměrné proudění teplého vzduchu, stejně jako je tomu v horkovzdušné troubě. Pro tuto metodu jsou vhodné pokrmy, které vyžadují dlouhodobější tepelnou úpravu (velké kusy masa) a potraviny, které jsou velmi jemné a přímé grilování by je mohlo vysušit nebo připálit.
- Další metodou pro grilování masa je tzv. grilování na kamenné desce. Toto grilování je nejen velmi příjemné, ale i zdravé, tzn. bez strašáku karcinogenních látek, tuku a přitom se zachováním všech chutí i vůní propečeného masa. Kámen se nejčastěji vyrábí z jemně nebo střednězrnné žuly. Má většinou obdélníkový nebo čtvercový tvar a tloušťku tři centimetry. Je možné jej zkombinovat s mnoha typy dnes dostupných grilů.
- Grilování na lávových kamenech. Tento typ grilování se používá především u plynových typů grilů. Jako topné medium je zde použit propan-butan, který předává teplo na drť z lávových kamenů umístěných nad plynovými hořáky. Nevýhodou tohoto typu grilování je možnost vzplanutí odkapávajícího tuku na lávové kameny a negativní ovlivnění chuti grilovaného jídla připáleným tukem. Významná jsou zde i zdravotní rizika kvůli vzniku karcinogenních látek vznikajících z připáleného tuku z grilovaného masa.

## Nevýhody grilování
V grilovaných pokrmech vznikají karcinogenní chemické látky jako nitrosaminy, heterocyklické aminy nebo polyaromatické uhlovodíky (např. rakovinotvorný benzo-a-pyren). Významným rizikem je i možnost kontaminace choroboplodnými zárodky jako salmonela, kampylobakter, E. coli nebo listerie, které mohou způsobit infekční onemocnění.